# Sulzenmoos
Sulzenmoos (mundartlich: Sultsəmos) ist ein Gemeindeteil der bayerisch-schwäbischen Großen Kreisstadt Lindau (Bodensee).

## Geografie
Der Einöde liegt circa 4,5 Kilometer nördlich der Lindauer Insel. Nördlich der Ortschaft verläuft die Bahnstrecke Buchloe–Lindau. Im Süden liegt das Naturschutzgebiet Spatzenwinkel.

## Ortsname
Der Ortsname setzt sich aus dem frühneuhochdeutschen Wort sulze für Salzwasser, Brühe sowie dem mittelhochdeutschen Wort mos für Moos; Sumpf, Moor zusammen und bedeutet (Siedlung am) salzigen Moos. Der Ortsname könnte auch auf eine Salzlecke hindeuten.

## Geschichte
Sulzenmoos wurde erstmals urkundlich im Jahr 1399 als Sulzmos erwähnt. Der Ort gehörte einst zur Gemeinde Oberreitnau, die 1971 in der Gemeinde Reitnau aufging, welche ihrerseits 1976 in die Stadt Lindau eingemeindet wurde.